# Le Comte de Monte-Cristo (film, 2024)
Pour les articles homonymes, voir  Le Comte de Monte-Cristo.
Pour plus de détails, voir Fiche technique et Distribution.
Le Comte de Monte-Cristo est un film français écrit et réalisé par Alexandre de La Patellière et Matthieu Delaporte, sorti en 2024.
Il s'agit d'une adaptation du roman du même nom d'Alexandre Dumas. Son producteur, Dimitri Rassam, est à l'origine avec le groupe Pathé de l'adaptation d'un autre célèbre roman de Dumas avec le diptyque Les Trois Mousquetaires : D'Artagnan et Les Trois Mousquetaires : Milady (2023).
Pierre Niney incarne Edmond Dantès, jeune marin de 22 ans, débarquant à Marseille pour s’y fiancer avec Mercédès Herrera et devenir capitaine. Trahi par des amis jaloux, il est dénoncé comme conspirateur bonapartiste et enfermé au château d'If. Après quatorze années de détention, il s’évade et prend possession d’un trésor caché dans l’île de Montecristo. Il se venge de tous ceux qui l’ont accusé à tort.
Le film est présenté « hors compétition » au Festival de Cannes 2024. Chaleureusement accueilli par la critique, il est également un gros succès commercial, attirant plus de 9,4 millions de spectateurs dans les salles de cinéma françaises, et connaît une grande carrière au box-office international avec plus de 100 millions de dollars de recettes à travers le monde.
C'est aussi devenu le plus gros succès du producteur et distributeur Pathé depuis Bienvenue Chez Les Ch'tis (2008)

## Synopsis
Le film est découpé en trois actes.
En 1815, lors d'un voyage en mer Méditerranée, Edmond Dantès sauve contre les ordres de son capitaine, Danglars, une naufragée nommée Angèle. Cette dernière est porteuse d'une lettre de Napoléon que Danglars saisit.
Arrivé à Marseille, Danglars se plaint du comportement de Dantès auprès de l'armateur Morrel qui renvoie Danglars pour avoir manqué à son devoir de sauver les naufragés et nomme Edmond à sa place. Le futur capitaine se rend ensuite au château des Morcerf, où son père travaille comme majordome, famille dont il est devenu le pupille. Il y retrouve d'abord Mercédès de Morcerf, avec qui il entretient une relation amoureuse, et que le nouveau statut social qui accompagne sa promotion lui permet de demander en mariage. Il annonce l'évènement à son ami Fernand de Morcerf, le cousin de Mercédès, qu'il souhaite prendre pour témoin. Il ignore que Fernand avait également l'intention d'épouser Mercédès.
Le jour de la cérémonie à l'église, Edmond est arrêté et amené devant Gérard de Villefort, substitut du procureur du roi à Marseille, qui lui apprend qu'il est accusé de bonapartisme en raison d'une lettre écrite par l'Empereur retrouvée dans sa bible, parmi ses affaires sur son navire. Convaincu par Edmond qui clame son innocence, il pense le faire libérer jusqu'à ce que le jeune homme lui annonce qu'il connait le nom de la rescapée du naufrage qui détenait la lettre, Angèle. Villefort l'incarcère alors temporairement le temps d'interroger Gaspard Caderousse, l’un des marins, et Danglars.
En fait, Villefort s'accorde en secret avec les deux hommes ainsi qu'avec Fernand, venu initialement innocenter Edmond, pour se débarrasser du jeune homme gênant. Il est en effet le frère d'Angèle et craint que l'allégeance bonapartiste de cette dernière soit divulguée et n'entache sa propre réputation. Danglars accepte le marché pour se venger d'Edmond, Fernand saisit l'opportunité de se débarrasser d'un rival amoureux tandis que Caderousse, effrayé par le statut social des trois hommes et par ce qui pourrait lui arriver s'il refuse, ment également en affirmant l'avoir entendu tenir des propos en faveur de l'Empereur. Fort de ces témoignages, Villefort fait incarcérer Edmond. Quand Angèle exige qu'il libère Edmond en le menaçant de révéler sa liaison et son enfant adultérin avec sa maîtresse Victoria, Villefort capture sa sœur et demande à Danglars de la faire disparaître.

### Détention au château d'If et évasion
Edmond Dantès est emprisonné au château d'If. Après quatre années de détention, il surprend l'abbé Faria, un homme religieux érudit, creusant un tunnel depuis son cachot afin de s'évader. Ce dernier lui propose de l'assister dans son entreprise et Edmond accepte. Durant les dix années qui suivent, une relation de mentor à élève se noue entre les deux captifs : Faria transmet à Edmond tout son savoir et lui révèle qu'il est le dernier des Templiers, gardien de leur trésor caché dans l'île de Monte-Cristo. Après une décennie d'efforts, les deux hommes pensent toucher au but : l'abbé reçoit des gouttes d'eau salée qui lui coulent sur le visage, signifiant que la sortie est proche. Soudain, un éboulement se produit et recouvre intégralement son corps. Edmond extrait des décombres l'abbé qui meurt quelques instants plus tard et, avant que les gardes retirent le corps après avoir constaté la mort, prend sa place dans le sac mortuaire. Ce dernier est jeté à la mer par-dessus les remparts du château : Edmond est enfin libre, après quatorze années de détention.
Edmond rejoint le rivage à la nage et se rend immédiatement au domaine des Morcerf où il est surpris par l'une des domestiques, qui lui apprend successivement la mort de son père – qui s'est laissé mourir de faim en 1816 après son incarcération – le mariage de Fernand avec Mercédès et qu'ils vivent depuis plusieurs années à Paris ainsi que la naissance de leur fils Albert. Désormais seul, il s'empare d'un bateau laissé en rade dans les calanques et se rend dans l'île de Monte-Cristo. Suivant les instructions laissées par l'abbé Faria, il découvre le trésor des Templiers, lequel fait de lui un homme richissime.
Une année plus tard, Edmond retourne à Marseille. Déguisé en abbé, il retrouve Caderousse qui lui confie la machination qui l'a jeté en prison. Ce dernier révèle aussi à Edmond que Danglars a rendu service à Villefort en le débarrassant de sa sœur, vendue à des proxénètes de Marseille. Quant à l'armateur Morrel, qui a tenté d'obtenir la libération d'Edmond, il a été ruiné par Danglars qui lui a volé sa flotte en la prétendant interceptée par des pirates, le poussant dans la misère. Il a ensuite racheté son commerce pour une bouchée de pain puis a fait fortune, se servant de cette flotte pour le commerce d'esclaves.
Voyant la profonde culpabilité qu'éprouve Caderousse pour sa lâcheté, Edmond lui recommande d'être prêt à se racheter le moment venu avant de se rendre à visage découvert au chevet d'Angèle, mourante. La malheureuse, qui n'a pas oublié son sauveur, lui confie qu’elle a réussi à s'enfuir pour se venger de son frère, Villefort. Alors qu'elle s'apprêtait à l'assassiner, elle l'a aperçu enterrant un enfant vivant : André, son fils adultérin avec Victoria. Angèle a sauvé le nourrisson en le déposant à l'hospice des enfants trouvés, avant d'être reprise par ses souteneurs. Edmond, se présentant à l'hospice comme le « Comte de Monte-Cristo », retrouve André et lui promet qu'ils se vengeront de ceux qui ont détruit leurs vies.

### Accomplissement de la vengeance
Cinq années s'écoulent ; les préparatifs de la vengeance commencent. Au terme d'une cérémonie pendant laquelle Fernand, désormais général, annonce se retirer de l'armée pour rentrer à la Chambre des pairs, André, masqué, lui arrache sa broche de la Légion d'honneur. Il est poursuivi par Albert qui tombe dans une embuscade dont il est sauvé par Monte-Cristo. Le comte laisse Albert assommé sur le pavé avec un pistolet portant ses armes puis repart avec les bandits, en réalité à sa solde. Cette fausse altercation lui permet de rencontrer Fernand sous sa nouvelle identité, qui l'introduit à son tour auprès du baron Danglars et du procureur Villefort. André est présenté aux trois hommes sous le nom du prince Andrea Cavalcanti lors d'une chasse au cerf et Dantès l'utilise pour séduire sa demi-sœur Eugénie, la fille de Danglars née de son union avec Victoria devenue sa femme. Il emploie également la jeune et ravissante Haydée, qu'il présente comme sa filleule, pour séduire Albert. Profitant de la naïveté et de l'inexpérience du jeune homme, le comte lui fait promettre d'exclure tout rapprochement avec la demoiselle, tout en espérant qu'Albert en tombera amoureux et manquera à sa parole. La chasse terminée et avant de le laisser regagner sa demeure, Fernand présente le comte à Mercédès. Monte-Cristo demeure impassible tandis que le visage de Mercédès se trouble aussitôt en reconnaissant son ancien fiancé.
Un soir, Monte-Cristo reçoit les couples Danglars et Villefort ainsi que Fernand dans la maison où Victoria a jadis accouché d'André. Elle reconnait la demeure à sa descente du carrosse tout comme Villefort. À la fin du dîner, Monte-Cristo raconte l'histoire terrifiante d'un infanticide qui hanterait les murs de la bâtisse : un bébé aurait autrefois été enseveli vivant par son propre père dans le jardin qui entoure la propriété. Villefort se crispe et Victoria peine à masquer son angoisse tandis que son mari Danglars apprécie tout particulièrement les talents de conteur de leur hôte. Poursuivant son récit, ce dernier confesse avoir trouvé dans le jardin un coffre qui pourrait contenir le corps de l'enfant. Il invite alors les convives à le suivre pour procéder à son ouverture. Alors que Victoria et Villefort ne parviennent plus à cacher leur malaise, le coffre s'avère finalement vide.
Après le dîner, Victoria exige des explications de son ancien amant, notamment où se trouve la dépouille de leur enfant, que Villefort lui avait affirmé être mort-né, ce à quoi le procureur ne répond pas. Sentant son secret d'infanticide en danger, il enquête sur le comte. Il rend visite à Lord Halifax, que Monte-Cristo a présenté comme un ennemi qui utiliserait son journal l'Impartial pour manipuler les cours de la bourse afin de s'enrichir. Halifax, qui n'est autre qu'Edmond lui-même déguisé en homme d'affaires britannique, calme ainsi les soupçons de Villefort. Haydée et André poursuivent chacun leurs entreprises de séduction : fructueuse pour Haydée qui tombe elle aussi amoureuse d'Albert et stérile pour André qui couvre les amours homosexuelles d'Eugénie avec sa professeure de chant Suzanne. Haydée se sent de plus en plus mal à l'aise au sujet de la quête de vengeance du comte.
Désormais socialement proches de ses anciens bourreaux, Edmond enclenche la phase finale de son plan : sous l'identité d'Halifax, il annonce dans L'Impartial le vol de l'entièreté de la flotte de Danglars à Marseille, provoquant l'effondrement de ses actions en bourse. Le télégraphe militaire, auquel accède Fernand en sa qualité de général, lui permet d'avertir Danglars du fait que cette nouvelle est fausse. Voyant dans la situation l'occasion d'une plus-value considérable tant que la fausseté de l'information n'a pas été publique, Danglars emprunte au comte de Monte-Cristo la somme nécessaire au rachat des actions, mettant tous ses biens en garantie de ce prêt dans l'attente de la remontée des cours avant de porter plainte contre Halifax pour diffamation avec l'aide de Villefort.
Lors du procès, Halifax est absent et est représenté par Andrea Cavalcanti qui révèle à l'audience du tribunal son identité de fils adultérin de Villefort, ainsi que la tentative de son géniteur de le faire disparaître à sa naissance. Villefort nie en bloc et finit par quitter la salle, provoquant une suspension de séance. Tandis que la salle se vide, André s'excuse auprès d’Eugénie de l'avoir manipulé avant de quitter la salle. Simultanément, Gaspard Caderousse rachète ses actes passés conformément à son engagement moral et capture véritablement la flotte de Danglars. Sorti de la salle, le comte l'informe que sa flotte à bel et a disparu et que toutes les propriétés de Danglars lui appartiennent désormais. Il lui conseille alors de s'exiler pour préserver sa femme et sa fille de la misère avant de lui révéler à demi-mot sa véritable identité par une phrase évocatrice. Un évènement imprévu survient toutefois quelques instants après : ignorant les ordres du comte, André assassine son père biologique dans le hall d'accueil du tribunal avant d'être abattu par les gardes.

### Affrontement final
La mort d'André pousse Haydée à se rebeller contre le comte, qu'elle estime responsable en raison du sentiment de vengeance maladive qu'il lui a transmis. Elle écrit à Albert pour lui dire de s'enfuir et de l'oublier s'il l'aime vraiment. Désespéré, le jeune prétendant se rend alors chez le comte et propose à Haydée de fuir avec lui, ce qu'elle refuse dans un premier temps avant d'accepter devant sa déclaration d'amour. Les deux jeunes gens sont arrêtés dans leur fuite par le comte et par son majordome Jacopo. Le comte force alors Haydée à avouer la vérité à Albert : elle est la fille d'Ali Pacha de Janina, trahi et tué par son père Fernand, elle-même étant réduite en esclavage puis vendue à des bandits valaques sans jamais avoir pu revoir sa mère. Devant ses révélations et comprenant que le comte l'a manipulé, Albert le provoque en duel.
Craignant de perdre son unique fils, Mercédès se rend chez le comte, lui annonce qu'elle l'a reconnu dès qu'elle l'a revu, et le supplie d'épargner Albert. Il accepte, non sans lui avoir également détaillé la machination qui a détruit sa vie en lui montrant la lettre d'aveu signée par Fernand. Lors du duel, le comte tire volontairement à côté d'Albert avant que le jeune homme fasse également de même. Revenus ensemble au château du comte, ce dernier donne sa bénédiction à Albert et à Haydée pour fuir ensemble et vivre leur amour.
Mercédès confronte alors Fernand à ses actes, lui apprenant la survie d’Edmond avant de le quitter. Abandonné par sa famille, Fernand se rue chez le comte pour affronter son ancien ami. Un duel à l'épée s'engage entre les deux hommes, blessant grièvement le comte au ventre. Finalement victorieux, il épargne Fernand et le laisse vivre dans le déshonneur et la culpabilité de ses trahisons.

### Épilogue
Apaisé, Edmond reprend la mer et quitte la France. Mercédès retourne séjourner en Provence dans l'ancien domaine familial. Se rendant à l'église où elle devait s'unir à Edmond vingt-et-une années auparavant, elle trouve, dissimulée dans une Bible, une dernière lettre de lui. Il écrit que la providence les a séparés et qu'elle les réunira peut-être, un jour. Il lui demande de ne pas perdre espoir car « toute la sagesse humaine est dans ces deux mots : attendre et espérer ! »

## Fiche technique
Sauf indication contraire, les informations mentionnées dans cette section peuvent être confirmées par les bases de données cinématographiques IMDb, Allociné et Unifrance,  présentes dans la section « Liens externes ».
- Titre original : Le Comte de Monte-Cristo
- Réalisation : Alexandre de La Patellière et Matthieu Delaporte
- Scénario : Alexandre de La Patellière et Matthieu Delaporte, d'après Le Comte de Monte-Cristo d'Alexandre Dumas
- Musique : Jérôme Rebotier
- Direction artistique : Patrick Schmitt
- Décors : Stéphane Taillasson
- Costumes : Thierry Delettre
- Photographie : Nicolas Bolduc
- Son : David Rit
- Montage : Célia Lafitedupont
- Supervision musicale : Pierre-Marie Dru
- Production : Dimitri Rassam
- Sociétés de production : Chapter 2 et Pathé Films, en coproduction avec Fargo Films et M6 Films
- Sociétés de distribution : Pathé Distribution (France) ; Alternative Films (Belgique), Pathé Films AG (Suisse romande), Sphère Films (Québec), Paris Filmes (en) (Brésil).
- Budget : 42,9 millions d'euros[5],[6]
- Format : couleur – son 5.1
- Pays de production :  France
- Langue originale : français, ainsi qu'anglais, italien, roumain
- Genre : action, aventure, cape et d'épée, drame, historique
- Durée : 178 minutes
- Dates de sortie (liste sélective)[7]  : 
  - France : 22 mai 2024 (Festival de Cannes) ; 28 juin 2024 (sortie nationale)
  - Belgique, Suisse romande : 28 juin 2024
  - Québec : 16 août 2024

## Distribution
- Pierre Niney : Edmond Dantès dit « le Comte de Monte-Cristo » / Lord Halifax / l'abbé Busoni
- Bastien Bouillon : le comte Fernand de Morcerf, officier
- Anaïs Demoustier : Mercédès de Morcerf, cousine de Fernand puis épouse de ce dernier
- Anamaria Vartolomei : Haydée, protégée d'Edmond
- Laurent Lafitte : Gérard de Villefort, procureur du roi à Marseille
- Pierfrancesco Favino : l'abbé Faria, prisonnier au château d'If
- Patrick Mille : le baron Danglars, marchand et ancien capitaine de la marine marchande
- Vassili Schneider : Albert de Morcerf, fils de Fernand et de Mercédès
- Julien de Saint Jean : André de Villefort, fils bâtard de Gérard et de Victoria / Prince Andrea Cavalcanti
- Julie de Bona : Victoria Danglars, épouse du baron et maîtresse de Gérard
- Adèle Simphal : Angèle, sœur de Gérard
- Stéphane Varupenne : Gaspard Caderousse, marin
- Bruno Raffaelli : l'armateur Morrel, grand-père de Maximilien
- Marie Narbonne : Eugénie Danglars, fille du baron Danglars
- Abdé Maziane : Jacopo, le valet d'Edmond
- Graziella Delerm : Mme de Morcerf
- Xavier de Guillebon : M. de Morcerf
- Clémentine Baert : Mme de Villefort
- Florence Muller : Mme Herrera
- Françoise Gazio : Yvonne
- Axel Baille : le serviteur du baron Danglars
- Lily Dupont : Suzanne, l'amie d'Eugénie
- Olivier Le Montagner : le gardien du château d'If
- Jérémie Covillault : Antoine, le gardien de prison
- Bernard Blancan : Louis Dantès, père d'Edmond
- Oscar Lesage : Maximilien Morrel, petit-fils de l'armateur
- Serge Bagdassarian : un juge
- Jean-Louis Tribes : le curé
- Laurent Dassault : un convive du repas chez les Morcerf[8]

Photos des interprètes principaux
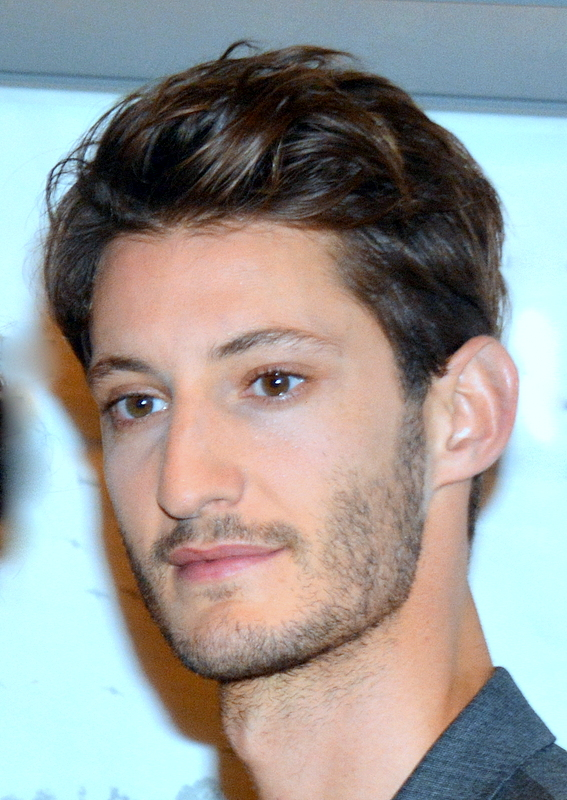
Pierre Niney, interprète d'Edmond Dantès.
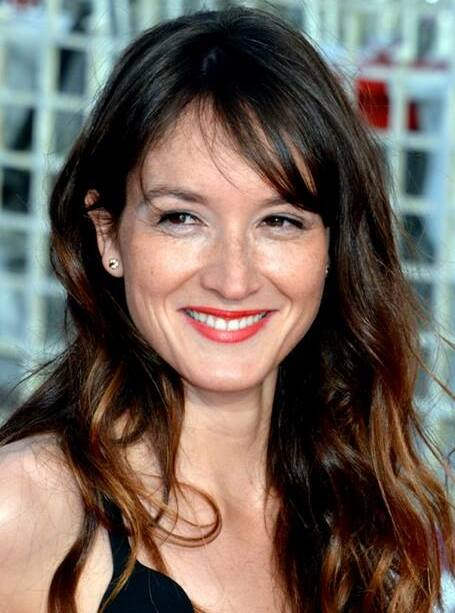
Anaïs Demoustier, interprète de Mercédès.
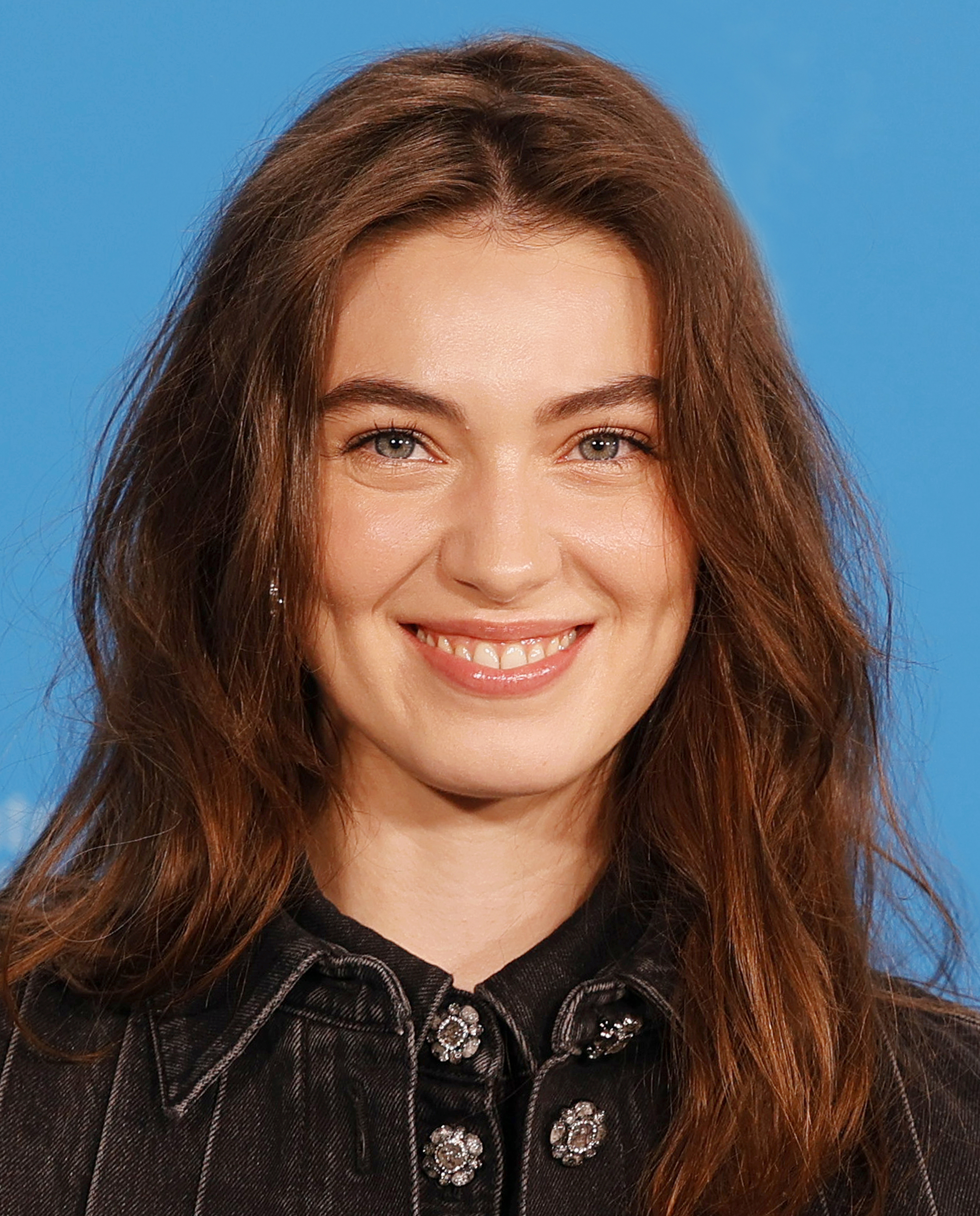
Anamaria Vartolomei, interprète d'Haydée.
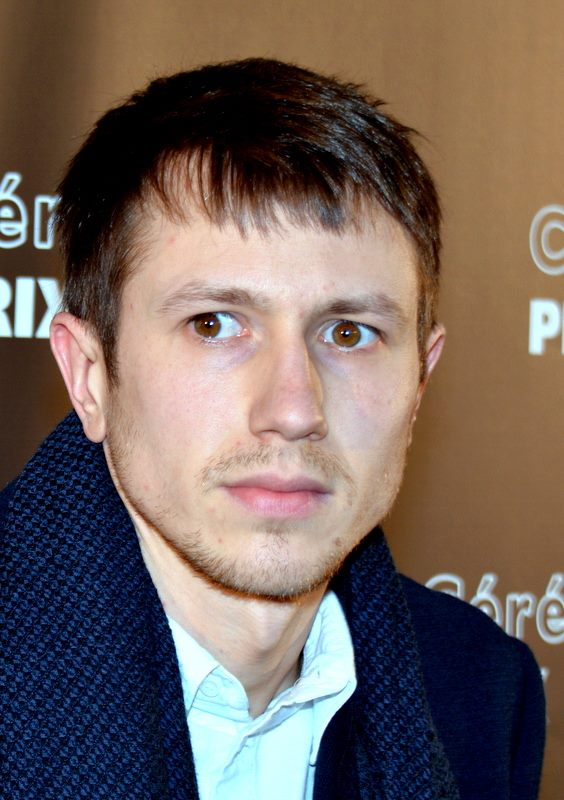
Bastien Bouillon, interprète de Fernand de Morcerf.
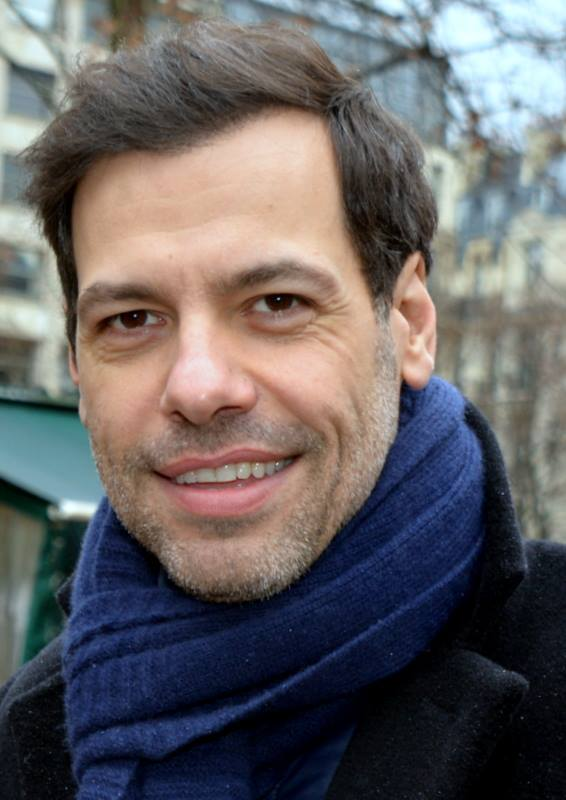
Laurent Lafitte, interprète de Gérard de Villefort.
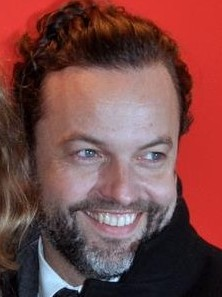
Patrick Mille, interprète du baron Danglars.
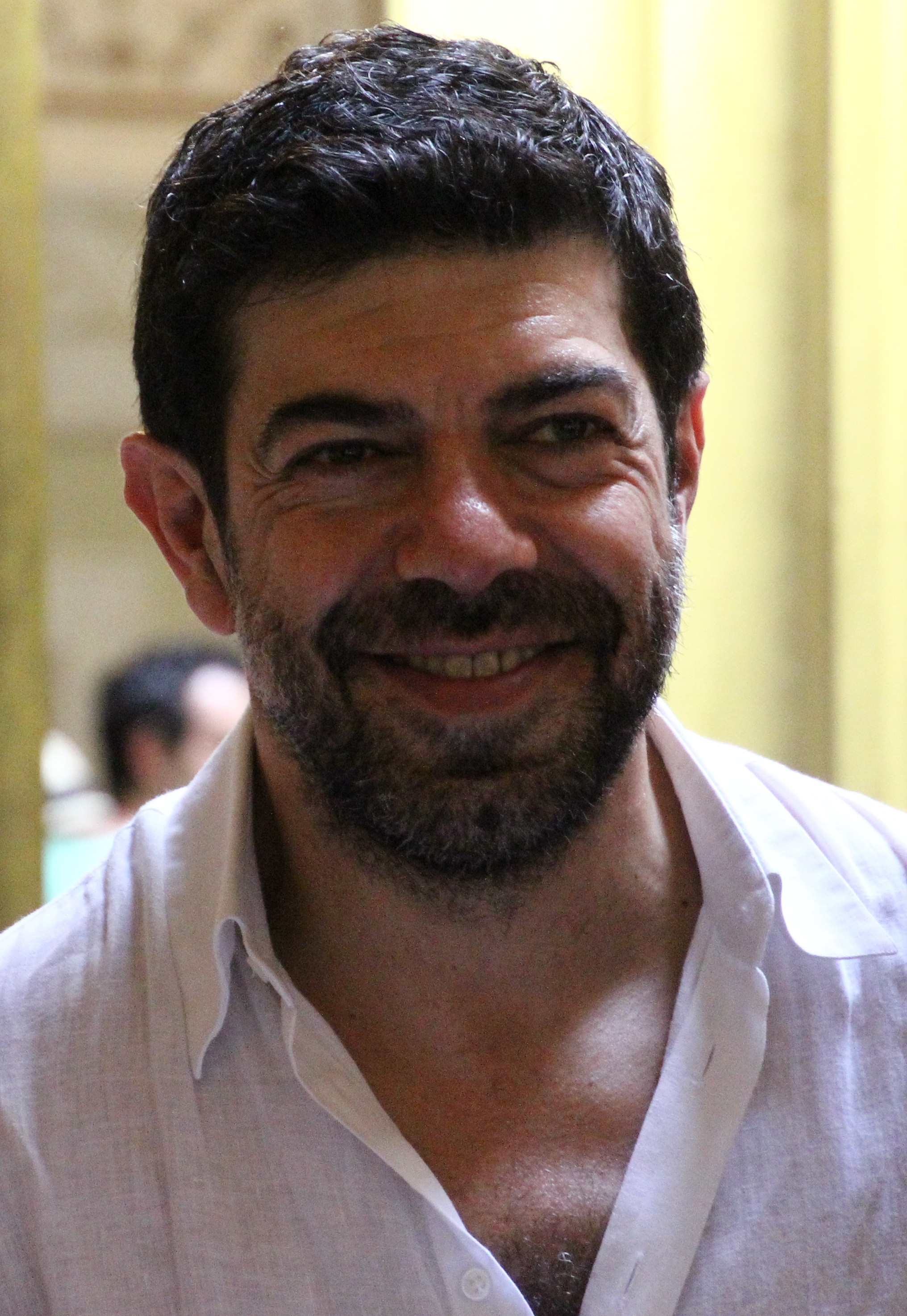
Pierfrancesco Favino, interprète de l'abbé Faria.

## Production

### Genèse et développement
Le 20 novembre 2020, avant même le tournage du diptyque qu'ils ont scénarisé consacré aux Trois Mousquetaires, avec D'Artagnan et Milady, Alexandre de La Patellière et Matthieu Delaporte annoncent leur projet de continuer à adapter l’œuvre d'Alexandre Dumas en réalisant un film tiré du Comte de Monte-Cristo. Le projet est officiellement confirmé le 9 février 2023 avec Pierre Niney dans le rôle-titre. Les scénaristes révèleront plus tard qu'ils n'ont commencé l'écriture qu'une fois obtenu l'accord préalable de Niney : « Ça nous paraissait impossible de se lancer dans l’aventure sans avoir l’accord de celui qui allait l’incarner. (...) C’est la première fois qu’on écrit en pensant à un acteur. »
Les réalisateurs présentent le roman originel comme « un véritable mythe qui permet de traverser plusieurs genres du cinéma : l’aventure, le thriller, sur fond d’une très grande histoire d’amour » tandis que Ardavan Safaee, le président de Pathé Films, jette un pont entre cette histoire et les super-héros actuels en précisant « Le Comte de Monte-Cristo, il faut le dire, est l'histoire originale d'un vengeur masqué, une histoire de trahison et de rédemption impossible ».
Sans aller jusqu'à créer un univers partagé autour des romans de Dumas, ce projet s'inscrit dans une continuité artistique avec les films Les Trois Mousquetaires : D'Artagnan et Les Trois Mousquetaires : Milady puisque le film est créé par les mêmes scénaristes (ici également réalisateurs) et les mêmes producteurs Dimitri Rassam et Ardavan Safaee, et reprend une partie de l'équipe artistique des deux films, particulièrement le costumier Thierry Delettre, le décorateur Stéphane Taillasson, le chef opérateur Nicolas Bolduc et la monteuse Célia Lafitedupont.
Avec un budget de 42,9 millions d'euros selon le CNC, Le Comte de Monte-Cristo est le film français le plus cher de 2024.

### Attribution des rôles
Pierre Niney est annoncé dans le rôle-titre en février 2023. Une partie de la distribution principale est annoncée en juillet 2023 avec la présence d'Anaïs Demoustier, Laurent Lafitte, Anamaria Vartolomei, Bastien Bouillon, Patrick Mille, Vassili Schneider, Julien de Saint-Jean, ainsi que l'acteur italien Pierfrancesco Favino. Leurs rôles ne sont alors pas révélés,.
Anamaria Vartolomei confirme, en février 2024, qu'elle joue le personnage d'Haydée.

### Tournage
Le tournage a duré 76 jours, du 24 juillet 2023 au 21 novembre 2023,,. Il se déroule principalement en France : en région parisienne, en Occitanie, et en Provence-Alpes-Côte d'Azur, notamment au château d'If et pour une scène sur la presqu'île de Giens. Pour représenter la demeure du comte de Monte-Cristo, plusieurs lieux sont utilisés : le château de Ferrières (Seine-et-Marne), numériquement modifié pour lui donner son allure extérieure, la cathédrale Saint-Étienne de Meaux en fond de la scène de bagarre avec Albert et le vieux chapitre de la cité épiscopale de Meaux pour la salle de répétition, le palais Brongniart (Bourse de Paris) pour le salon, le château d'Aubiry (Pyrénées-Orientales) pour le hall, les escaliers et la salle d'armes, et enfin le château de Dampont (Val-d'Oise) pour une chambre. L'hôtel de la Païva est utilisé pour les scènes de salon et intérieurs ainsi que la salle à manger de lord Hallifax[réf. nécessaire]. Plusieurs scènes ont également été tournées à la Maison d'éducation de la Légion d'honneur à Saint-Denis : la bibliothèque de l'abbaye jouxtant la basilique Saint-Denis passe pour le bureau du Procureur. Certaines prises de vue sont également effectuées dans le cloître ou dans le couloir menant au Salon des Princes.
En Occitanie, le tournage passe par le massif de la Clape, le château de l'Engarran, à Lavérune, qui sert de décor pour la demeure des Morcerf, ainsi qu'à Pézenas et Villeneuvette, dont l'église Notre-Dame-de-l'Assomption sert de décor à la chapelle où se déroule le mariage de Dantès et Mercédès.
D'autres scènes sont tournées au Grand Harbour de La Valette, à Malte, qui sert de décor au port de Marseille, ainsi qu'à Chypre. Le navire le Pharaon est quant à lui représenté par l'Étoile du Roy, réplique d'une frégate corsaire du XVIIIe siècle dont le port d'attache est Saint-Malo. Des scènes en studio sont tournées aux Lites Studios, à Bruxelles (Belgique), notamment pour la scène d'ouverture du naufrage ou pour la scène d'évasion de Dantès. Pour cette scène particulière, qui a été tournée en plan séquence, Pierre Niney s'est entraîné avec le champion du monde d'apnée Stéphane Mifsud, en étant jeté à la mer ligoté dans un sac lesté.

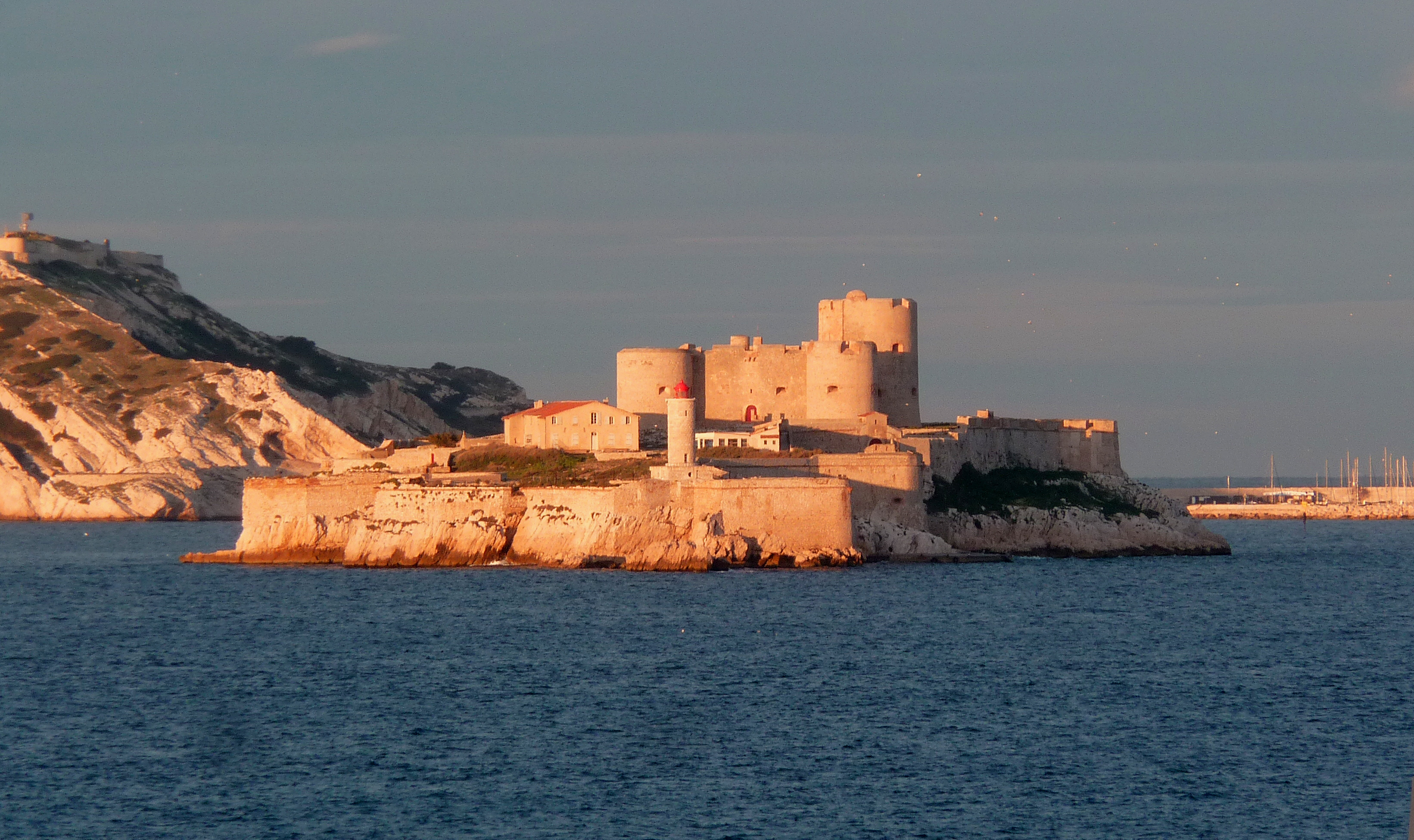
Le château d'If, où Dantès est emprisonné.
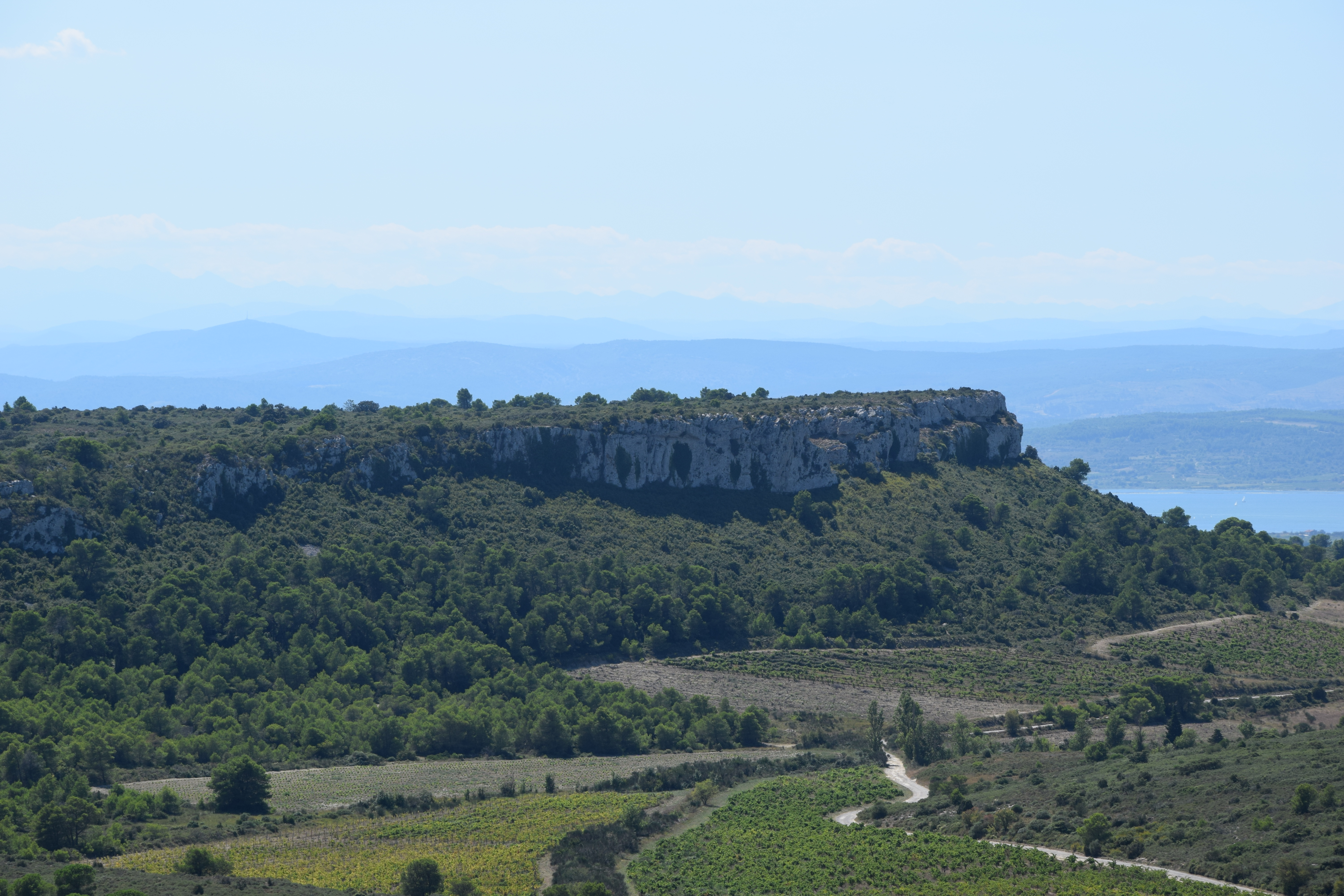
Le massif de la Clape, à travers lequel chevauche Dantès.
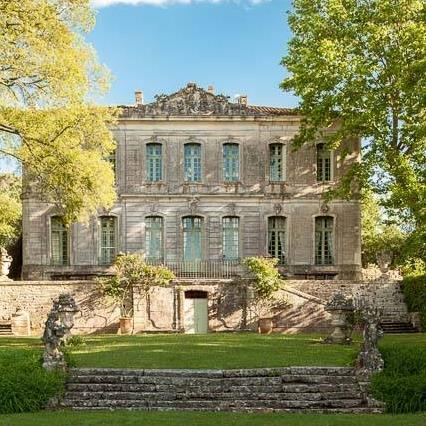
Château de l'Engarran, qui représente la demeure des Morcerf.
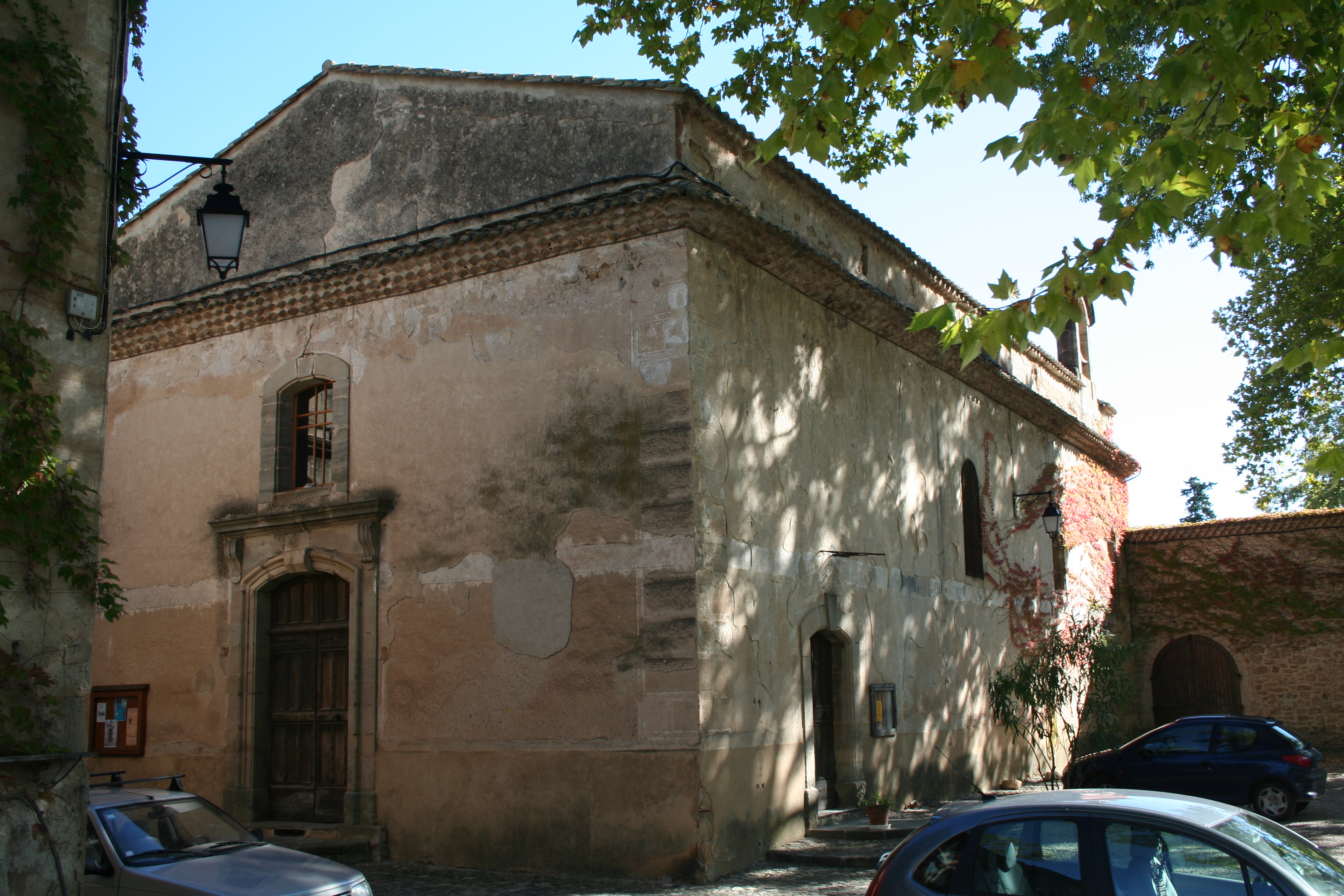
La chapelle de Villeneuvette, lieu de mariage de Dantès et Mercédès.
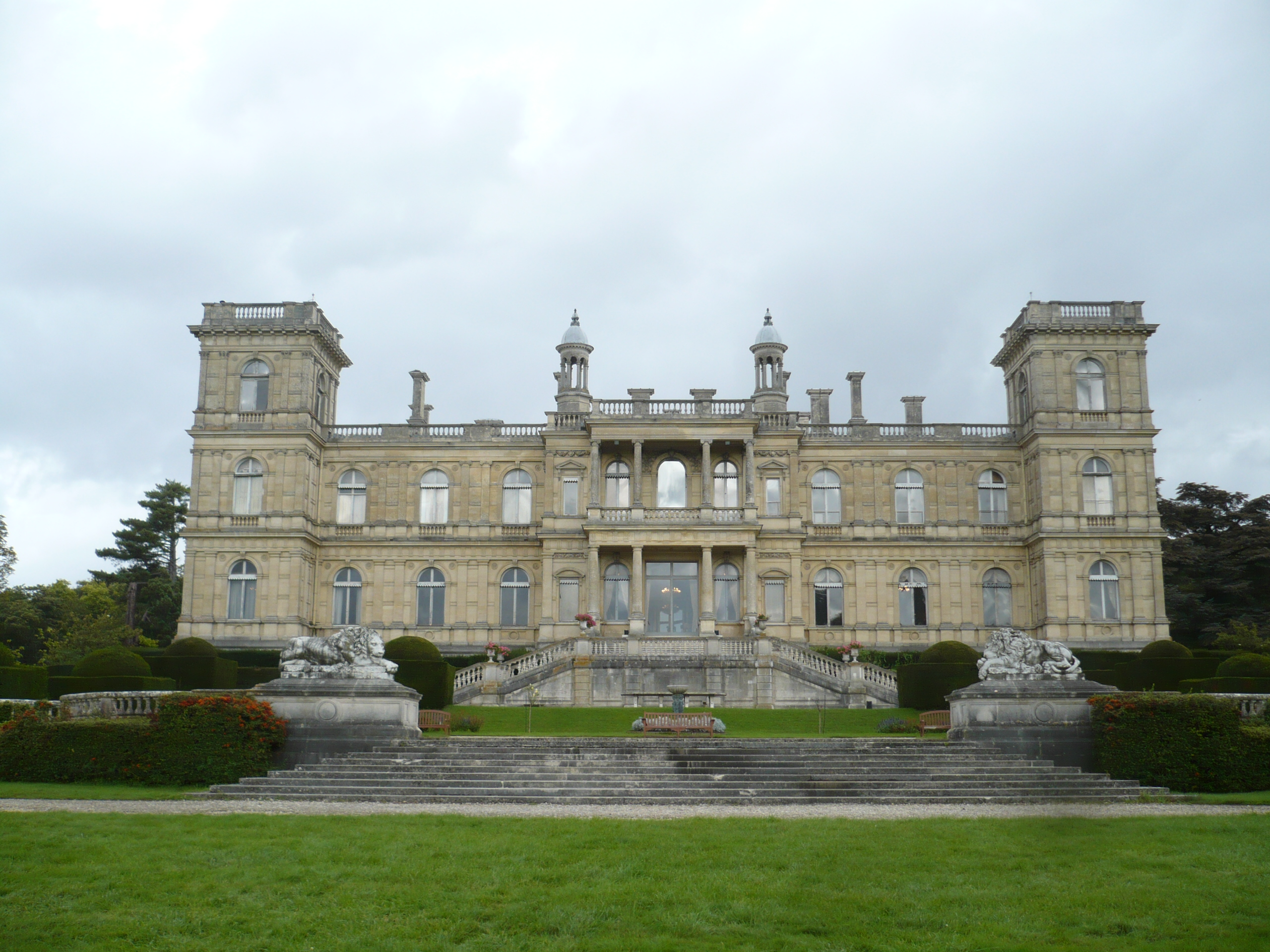
Le château de Ferrières, qui sert de décor extérieur au château du comte de Monte-Cristo.
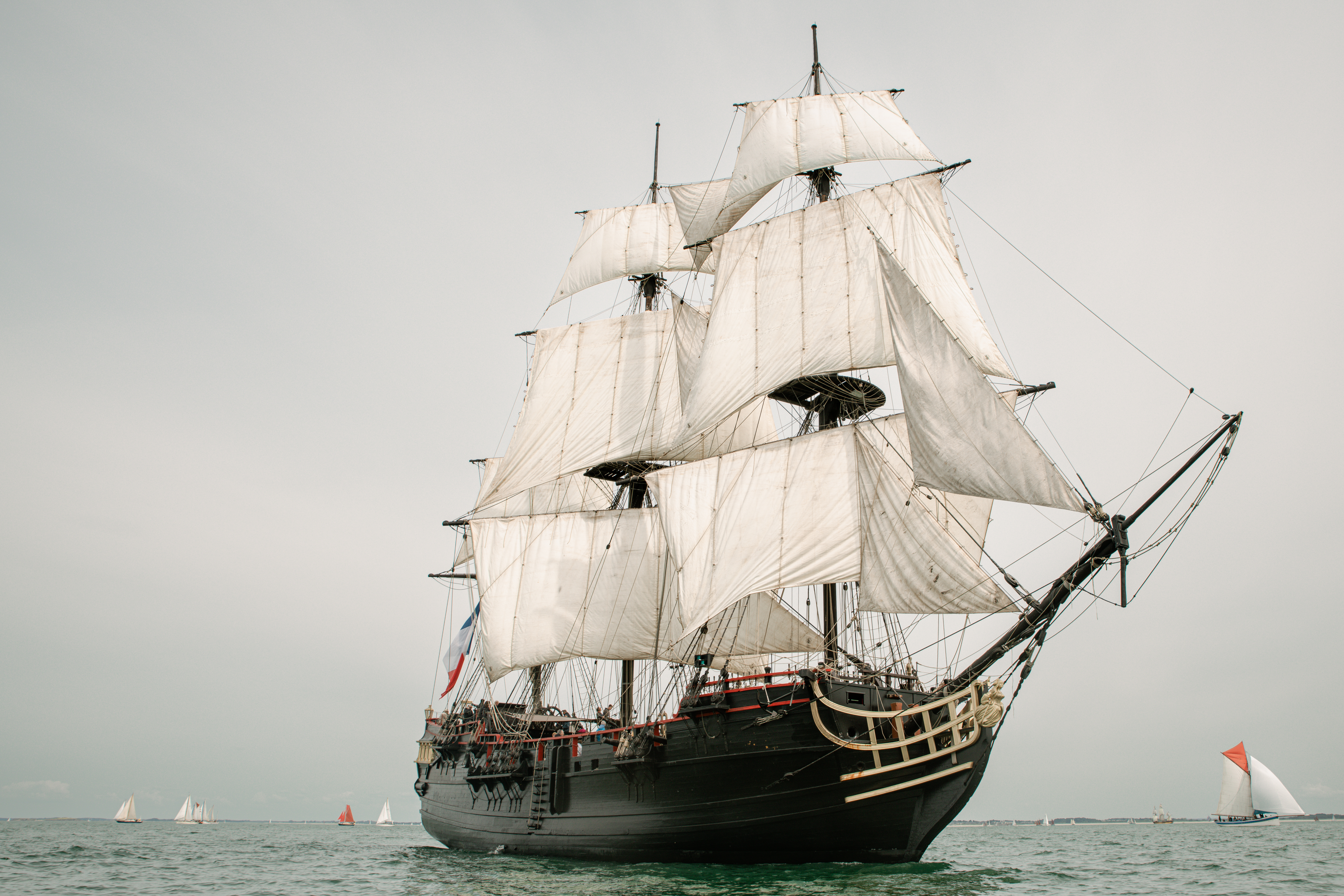
L'Étoile du Roy, qui représente le Pharaon.
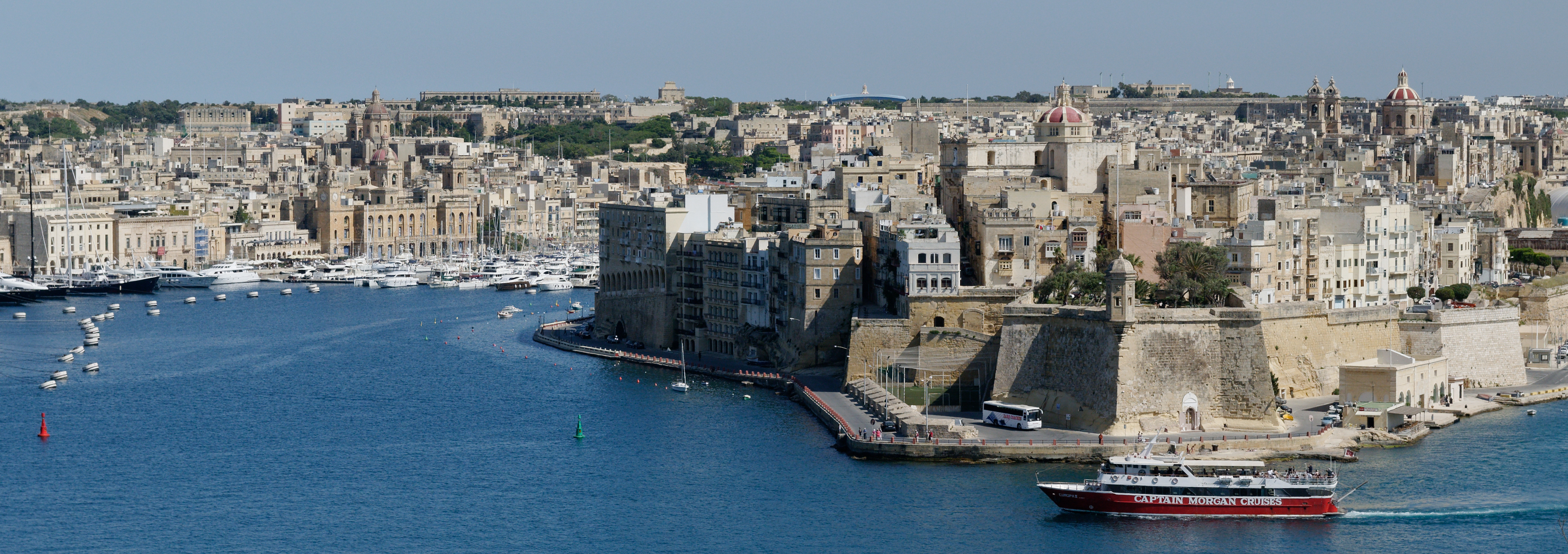
Grand Harbour de La Valette (Malte), qui représente Marseille.
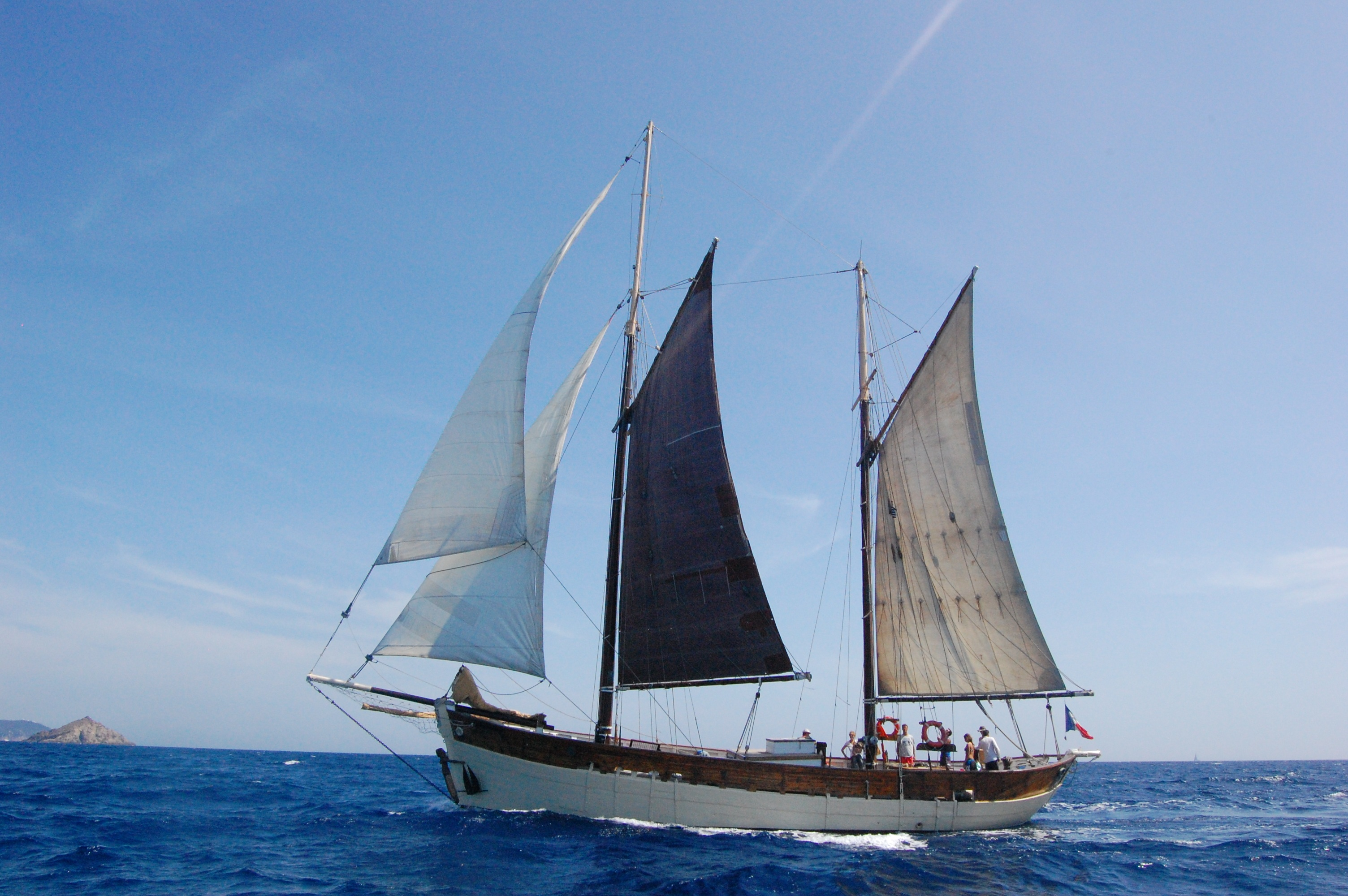
Le JLD'A qui représente le bateau des Morcerf.
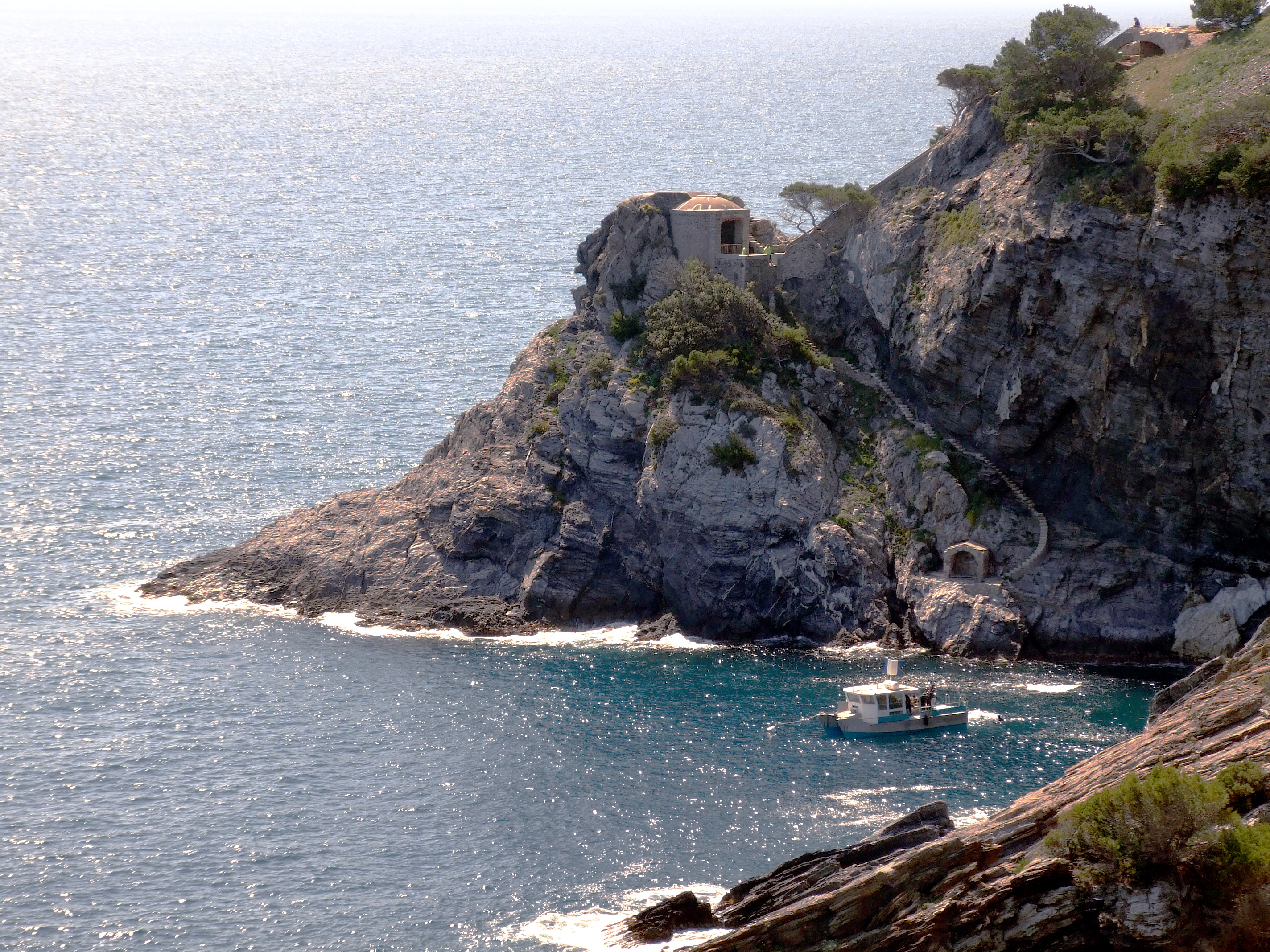
Batterie de la pointe des Salis, à Giens.

### Musique
La bande originale du film est composée par Jérôme Rebotier, collaborateur de longue date de Matthieu Delaporte et Alexandre de La Patellière. Elle sort le 28 juin 2024 en format digital sous le label américain Milan Records, avec 41 titres.

## Accueil

### Sortie
En février 2023, le film est d'abord annoncé pour le 23 octobre 2024, puis décalé au 11 décembre, alors que la concurrence d'Avatar 3, initialement annoncé le 18 décembre 2023, s'éloigne quand sa sortie est repoussée au 17 décembre 2024. Le 23 janvier, le film est finalement programmé au 28 juin suivant, en raison des sorties programmées de blockbusters américains comme Mufasa : Le Roi lion ou Vaiana 2 à la fin de l'année 2024.

### Accueil critique
En France, le site Allociné propose une note moyenne de 3,6⁄5, d'après l'interprétation de 40 critiques de presse et de 4,5⁄5 pour les avis des spectateurs, ce qui en fait le film français le mieux noté par le site. Le site Rotten Tomatoes propose un score de 96 % et une note moyenne de 8,1/10 à partir de 81 critiques.
L'Obs donne une note de 3/5, citant une « adaptation […] qui ne démérite pas » et soulignant la qualité des acteurs.

### Box-office
| Pays ou région      | Box-office                                          | Date d'arrêt du box-office | Nombre de semaines |
| ------------------- | --------------------------------------------------- | -------------------------- | ------------------ |
| France              | 9 429 939 entrées                                   | en cours                   | 31                 |
| Russie              | 1 200 000 entrées                                   | en cours                   | 10                 |
| Belgique Luxembourg | 383 000 entrées                                     | en cours                   | 12                 |
| Espagne             | 277 966 entrées                                     | en cours                   | 8                  |
| Mexique             | 269 000 entrées                                     | en cours                   | 4                  |
| Ukraine             | 157 000 entrées                                     | en cours                   | 12                 |
| Pologne             | 135 000 entrées                                     | en cours                   | 12                 |
| Suisse              | 122 000 entrées                                     | en cours                   | 8                  |
| Allemagne           | 110 663 entrées                                     | en cours                   | 3                  |
| Colombie            | 67 000 entrées                                      | en cours                   | 8                  |
| Monde hors France   | 3 434 495 entrées                                   | en cours                   | 12                 |
| Total mondial       | 12 864 434 entrées 75 768 039 USD / 100 000 000 USD | en cours                   | 31                 |

#### En France
Pour son premier jour d'exploitation, le film réunit 125 010 personnes dont 11 978 en avant-première. Au terme de son premier week-end, le film réalise 671 465 entrées en trois jours, le long-métrage étant sorti un vendredi profitant de l'engouement qui l'accompagne et de la fête du cinéma.
Le 2 juillet 2024, le film dépasse le million d'entrées moins de cinq jours après sa sortie. Au bout de neuf jours, il dépasse les deux millions d'entrées.
Le 13 juillet, le film dépasse les trois millions d'entrées moins de 15 jours après sa sortie.
Le 20 juillet, le cap des quatre millions d'entrées est atteint un peu plus de trois semaines après sa sortie.
Le 28 juillet, le cap des cinq millions d'entrées est dépassé un mois jour pour jour après sa sortie.
Le 10 août, la barre des six millions d'entrées est franchie durant sa septième semaine d'exploitation.
Le 23 août, le film dépasse les sept millions d'entrées et entre dans le top 100 des plus gros succès au box-office français.
Le 8 septembre, le film dépasse les huit millions d'entrées, devenant ainsi le plus gros succès d'une adaptation d'un roman d'Alexandre Dumas, devant Le Comte de Monte-Cristo de 1954.
Le 19 octobre, le film dépasse les neuf millions d'entrées, entrant ainsi dans le Top 20 des plus gros succès français au box-office.

#### Hors de France
Le film sort simultanément dans quelques pays d’Europe dont la Belgique, la Suisse romande ou encore certains pays des balkans.
De ce fait, le film cumule en juin, près de 61 400 entrées hors France.
En juillet, le film continue sa progression internationale en étant présent dans d’autre pays d’Europe. Ce mois là, le film engendre 230 000 entrées supplémentaires hors France.
En août, le long métrage sort en Espagne et cumule près de 100 000 entrées en deux semaines, un record pour un film français.
Ce mois-là, le film engendre plus de 550 000 entrées supplémentaires à l'étranger dont près de 200 000 entrées rien qu’en Espagne.
Début septembre, le film dépasse la barre symbolique du million d’entrées hors France.
Durant le même mois, le film a enregistré plus de 725 000 entrées pour un total d’1,5 million d’entrées en 3 mois d’exploitation hors France, dans 14 territoires.
Unifrance annonce fin novembre 2024 que le film a engrangé 980 724 entrées sur 17 marchés hors ses frontières durant le mois d'octobre 2024 et qu'il passera très probablement le cap des 3 000 000 entrées générées à l'étranger lors du mois de novembre 2024 après quatre mois consécutifs avec la mainmise sur la première place du classement des exportations cinématographiques françaises, de bon augure en vue sa sortie au Brésil et aux États-Unis les 4 décembre et 20 décembre 2024 respectivement.
Le Comte de Monte-Cristo (2024) a franchi une étape majeure en entrant dans le top 20 des films français les plus vus de l’histoire. Avec plus de neuf millions d’entrées au box-office français, il a surpassé des classiques tels que Le Fabuleux Destin d'Amélie Poulain (2001), qui avait attiré 8,6 millions de spectateurs. Ce succès, renforcé par plus de deux millions d’entrées à l’étranger, positionne l’adaptation de Matthieu Delaporte et Alexandre de La Patellière comme un événement cinématographique de l’année 2024. Pour Pierre Niney, qui incarne Edmond Dantès, ce rôle représente le plus grand succès de sa carrière. Il dépasse ainsi les performances de ses précédents films tels que Yves Saint Laurent (1,6 million d’entrées) ou OSS 117 : Alerte rouge en Afrique noire (1,6 million).
Le Comte de Monte-Cristo a rencontré un succès notable aux États-Unis, séduisant à la fois la critique et le public par sa mise en scène spectaculaire et son interprétation intense. Ce regain d’intérêt pour l'œuvre d'Alexandre Dumas outre-Atlantique coïncide avec l'annonce d'une nouvelle adaptation américaine, avec Regé-Jean Page dans le rôle d'Edmond Dantès. Connu pour son interprétation du duc de Hastings dans La Chronique des Bridgerton, il sera également producteur du film.

## Analyse

### Impact culturel

#### Influence sur les librairies
La sortie du film Le Comte de Monte-Cristo a fortement relancé les ventes du roman d’Alexandre Dumas. Entre juin et juillet 2024, elles ont été multipliées par quatre, d’après le Syndicat des libraires, avec une prévision de multiplication par dix d’ici la fin de l’exploitation du film. Gallimard a déjà lancé une nouvelle édition Folio Classique, ornée du visage de Pierre Niney, pour répondre à cet engouement. Une preuve que le cinéma joue un rôle clé dans la redécouverte des classiques, notamment auprès des jeunes générations, en rendant ces chefs-d'œuvre accessibles et populaires.

#### Vision et adaptation
Lors de la conférence de presse à Cannes, les réalisateurs Matthieu Delaporte et Alexandre de La Patellière ont expliqué qu’ils avaient voulu revisiter Le Comte de Monte-Cristo pour le rendre plus accessible aux spectateurs contemporains. Ils ont adapté l’histoire tout en conservant ses thèmes essentiels comme la vengeance et la justice, mais avec une approche plus cinématographique. L’objectif était de moderniser l'œuvre sans perdre son essence, en réorganisant certains éléments pour un impact visuel et émotionnel plus fort.
Cependant, certaines libertés scénaristiques et ses ajouts controversés divisent les spectateurs. Si certains louent une modernisation audacieuse, d’autres regrettent un éloignement de la complexité du roman de Dumas.

## Distinctions

### Récompenses
- Festival du film de Cabourg 2024 : Swann du meilleur film[61]
- Prix des auditeurs France Musique-Sacem de la musique de film 2025 pour Jérôme Rebotier[62]
- César 2025 : 
  - Meilleurs décors pour Stéphane Taillasson
  - Meilleurs costumes pour Thierry Delettre
  - César des lycéens pour Matthieu Delaporte et Alexandre de La Patellière
- Lumières 2025 : Lumière de la meilleure image pour Nicolas Bolduc

### Nominations
- César 2025 :
  - Meilleur film
  - Meilleure réalisation pour Matthieu Delaporte et Alexandre de La Patellière
  - Meilleur acteur pour Pierre Niney
  - Meilleur acteur dans un second rôle pour Bastien Bouillon
  - Meilleur acteur dans un second rôle pour Laurent Lafitte
  - Meilleure actrice dans un second rôle pour Anaïs Demoustier
  - Meilleure adaptation pour Matthieu Delaporte et Alexandre de La Patellière
  - Meilleure musique originale pour Jérôme Rebotier
  - Meilleur son pour David Rit, Gwennolé Le Borgne, Olivier Touche, Laure-Anne Darras, Marion Papinot, Marc Doisne et Samuel Delorme
  - Meilleure photographie pour Nicolas Bolduc
  - Meilleur montage pour Célia Lafitedupont
  - Meilleurs effets visuels pour Olivier Cauwet

### Sélections
- Festival de Cannes 2024 : hors compétition[63]